# V. János portugál király
V. János (Lisszabon, 1689. október 22. – Lisszabon, 1750. július 31.) portugál király (1706-1750), a Bragança-dinasztia tagja.

## Élete
II. Péter portugál király és második felesége, Mária Zsófia pfalzi hercegnő fiaként született. 1706-ban foglalta el a portugál trónt apja halála után.
A spanyol örökösödési háborúban (1701-1714) Anglia szövetségeseként vett részt, és ezzel Portugália kereskedelmét teljesen az angolok kezére játszotta. Támogatta az egyházat, sok új kolostort alapított, amiért XIV. Benedek pápa 1748-ban kitüntette a fidelissimus („leghívőbb”) címmel. 1742-ben szélütést kapott, és a kormányt felesége vette át, aki 8 éven keresztül régensként kormányozta Portugáliát. 1750. július 31-én halt meg, a trónon legidősebb fia, I. József király követte.

## Családja
1708. október 27-én Lisszabonban vette feleségül I. Lipót német-római császár leányát, Mária Anna főhercegnőt (1683–1754), akitől 6 gyermeke született:
- Mária Borbála (1711–1758)
- Péter (1712–1714)
- József (1714–1777), 1750-től I. József néven Portugália királya.
- Károly (1716–1736)
- Péter (1717–1786), Brazília hercege, 1777-től III. Péter néven Portugália királya.
- Sándor Ferenc (1718–1728)

Ezenkívül még több házasságon kívüli gyermeke született, közülük:
- Gáspár (1716–1789), Braga érseke
- József (1720–1801)

| Előző uralkodó: II. Csendes Péter | Portugália királya 1706–1750 Bragança-ház | Következő uralkodó: I. Újító József |